# Enconista miniosaria
Enconista miniosaria är en fjärilsart som beskrevs av Philogène Auguste Joseph Duponchel 1829. Enconista miniosaria ingår i släktet Enconista och familjen mätare. Inga underarter finns listade i Catalogue of Life.